# Snowy River (Bass-Straße)
Der Snowy River ist ein rund 400 Kilometer langer Fluss im Südosten Australiens.
Er entspringt an den Osthängen des Mount Kosciuszko in den Snowy Mountains in New South Wales und mündet bei Marlo, in der Nähe von Orbost, in die Bass-Straße. Bis Mitte des 20. Jahrhunderts war der Fluss für seine große Wassermenge, sein breites Flussbett und seine großen Stromschnellen bekannt.
Um 1950 wurde der Fluss durch das Snowy-Mountains-System, ein Wassergewinnungsprojekt für die australische Hauptstadt Canberra, in mehreren Staudämmen zur Energieerzeugung aufgestaut. Durch Rohre unter dem Gebirge werden heute große Mengen des Wassers in das Murray-River-System umgeleitet, sodass der Fluss bis 2002 nur noch weniger als 1 % seiner natürlichen Wassermenge (gemessen in Jindabyne) führte. 2002–2008 stieg die Menge wieder auf 1–4 % an. Die Ziele für 2009 lagen bei 15 % und für 2012 bei 21 %, werden aber nicht erreicht.

## Geographie
1986 nahmen Jennings und Mabutt vier geomorphische Klassen im Flusssystem Snowy River auf: (i) Australische Alpen, (ii) Monaro-Tafelland, (iii) Ostvictorianisches Hochland und (iv) Gippsland-Ebenen. Jede dieser Klassen unterscheidet sich deutlich von den anderen; eine weitere Beschreibung findet sich bei Erskine et al.

### Nebenflüsse (mit Mündungshöhe)
Er hat folgende Nebenflüsse:

#### In New South Wales
- Finns River – 1252 m
- Diggers Creek – 1165 m
- Tolbar Creek – 1137 m
- Gungarlin River – 1052 m
- Eucumbene River – 908 m
- Thredbo River – 902 m
- Cobbin Creek – 868 m
- Mowamba River – 853 m
- Ironpot Creek – 772 m
- Beloka Creek – 770 m
- Wullwye Creek – 746 m
- Blackburn Creek – 745 m
- Bobundara Creek – 736 m
- Lambing Creek – 721 m
- Ironmungy Creek – 719 m
- Meadow Creek – 696 m
- Kemps Creek – 663 m
- Brasseys Creek – 597 m
- Maclaughlin River – 533 m
- Delegate River – 506 m
- Matong Creek – 500 m
- Snodgrass Creek – 424 m
- Minnehan Creek – 423 m
- Corrowong Creek – 421 m
- Toms Farm Creek – 391 m
- Little River – 365 m
- Stony Creek – 345 m
- Black Jack Creek – 334 m
- Big Popong Creek – 305 m
- Reedy Creek – 300 m
- Coe Creek – 291 m
- Right Hand Creek – 284 m
- Gulf Creek – 281 m
- Willis Biddi Creek – 275 m
- Tongaroo / Jacobs River – 266 m
- Moyangul / Pinch River – 250 m
- The Running Water – 240 m
- Joe Davis Creek – 233 m
- Sandy Creek – 228 m

#### In Victoria
- Menaak Creek – 223 m
- Guttamurh Creek – 215 m
- Tomcat Creek – 215 m
- Jamb Creek – 207 m
- Suggan Buggan River – 191 m
- Deddick River – 174 m
- Little River – 155 m
- Boundary Creek – 148 m
- Mountain Creek – 88 m
- Rodger River – 61 m
- Raymond Creek – 45 m
- Buchan River – 41 m
- Wall Creek – 40 m
- Double Bull Creek – 27 m
- Wibenduck Creek – 19 m
- Stony Creek – 19 m
- Spring Creek – 6 m
- Brodribb River – 3 m

### Stauseen
Er durchfließt folgende Seen/Stauseen/Wasserlöcher:
- Guthega Pondage – 1588 m
- Island Bend Pondage – 1192 m
- Lake Jindabyne – 918 m

### Regenfälle
Die Regenfälle im Einzugsbereich des Snowy River differieren stark. In den Alpen über 1500 m im südwestlichen Teil des Einzugsbereiches liegt die durchschnittliche jährliche Regenmenge bei 1800 mm, im nordöstlichen Teil des Einzugsgebietes im Regenschatten um Dalgety liegt sie nur bei 500 mm. Im Winter, besonders bei Westwindlagen, sind die Regenfälle ergiebiger als zu anderen Jahreszeiten.

### Hydrologie
Die von der Schneeschmelze gespeisten Flüsse in den Snowy Mountains führen typischerweise die größte Wassermenge in den Monaten Juni–November, wobei sie im Oktober am größten ist. So lag beispielsweise die mittlere monatliche Oktober-Wassermenge des Snowy River bei Dalgety vor der Installation des Snowy-Mountains-Systems bei 283.973 ML. In den ersten Sommermonaten führen die Gebirgsflüsse ebenfalls mehr Wasser als Flüsse in niedrigeren Regionen, ein Effekt, der auf das Grundwasser, das ebenfalls durch die Schneeschmelze gespeist wird, zurückzuführen ist.
Die meisten australischen Flüsse führen Wassermengen, die über das Jahr hinweg stark differieren. Die Gebirgsflüsse der Snowy Mountains aber zeigen recht kontinuierliche Wassermengen.
Im Unterlauf des Snowy River haben die Nebenflüsse eine deutlich andere Mengenverteilungen als in den Alpen. Sie führen in den Wintermonaten besonders viel Wasser und zeigen die größten monatlichen Wassermengen ein paar Monate früher als die von der Schneeschmelze gespeisten Flüsse, also meist im Juni und Juli. Darüber hinaus differiert die Wassermenge der unteren Nebenflüsse deutlich stärker von Monat zu Monat und ist weniger voraussehbar.

### Wasserfälle
Der Snowy River besitzt unterhalb des Jindabyne Lake vier größere Wasserfälle:
- Stone Bridge Falls
- Corrowong Falls
- Snowy Falls
- Pinch Falls[7]

Vermutlich stellen viele dieser Wasserfälle Barrieren für die Züge der Fische im Snowy River dar.

### Umgebende Berge
Die Berge, durch die der Fluss sich windet sind (flussabwärts aufgeführt):

#### In New South Wales
- Mt. Kosciuszko (2228 m)
- Mt. Jagungal (2061 m)
- Mt. Alexander
- Blackjack Mountain
- Mulligans Mountain
- Byadbo Mountain
- Mt. Trooper

#### In Victoria
- Mt. Tingaringy
- Mt. Deddick
- Mt. Nunniong
- Mt. Bowen
- Mt. Sardine
- Mt. Tara
- Mt. Buck
- Mt. Raymond

## Nationalparks und geschützte Gebiete
Ca. 70–80 % des Laufes des Snowy River führt durch Nationalparks (flussabwärts geordnet):
- Kosciuszko-Nationalpark — NSW
- Alpine-Nationalpark — VIC
- Snowy-River-Nationalpark — VIC

## Siedlungen
Am Snowy River gibt es nur wenige größere Siedlungen, die hier stromabwärts aufgeführt sind:

### In New South Wales
- Jindabyne
- Dalgety
- Ironmungy (nicht direkt am Fluss)

### In Victoria
- Willis
- Suggan Buggan (nicht direkt am Fluss)
- Buchan (nicht direkt am Fluss)
- Bete Bolong
- Orbost
- Marlo

## Brücken

### In New South Wales
- Alpine Way – Jindabyne
- Dalgety

### In Victoria
- McKillops Bridge – McKillops Road
- Bete Bolong
- Princes Highway – Orbost

## Ökologie
Die Wasserflora und -fauna der schneeschmelzegespeisten Flüsse der Snowy Mountains hat sich an die jahreszeitlich große Wassermenge der Schneeschmelze und die gleichmäßige sommerliche Grundmenge angepasst. Viele Spezies sind besonders für das sehr kalte Wasser geeignet.

### Habitat
Das Habitat im Fluss unterhalb des Lake Jindabyne muss man als stark gestört beschreiben. Viele Eigenschaften eines typischen Hochlandflusses sind dem Snowy River verloren gegangen. Das Substrat war früher durch große Steine charakterisiert. Heute ist das Flussbett deutlich schmäler und das Substrat bildet eine dicke Sedimentschicht, die die großen Steine überdeckt.
Die Waldbrände der Jahre 2002 und 2003 vergrößerten dieses Problem noch, weil sie für den Eintrag großer Mengen an Sediment und organischen Stoffen in den Snowy River durch seine Nebenflüsse sorgten. Dies hatte zur Folge, dass das Substrat noch feiner wurde. Dieses Muster von höherem Schlickanteil in den Pools der Wasserläufe wurde in den gesamten Snowy Mountains nach Waldbränden beobachtet. Diese Waldbrände haben somit einen Langzeiteinfluss auf die Wasserläufe.
Größere Wassermengen sollen für eine Verbesserung der Verhältnisse im Flussbett sorgen. Mengen von 1000 ML/Tag beginnen, die feinen Partikel vom Flussbett aufzuwirbeln. Mengen zwischen 1000 und 3000 ML/Tag sind für ein geeignetes Fließwasserhabitat notwendig.
Die derzeitigen schlechten Verhältnisse im Flussbett sind ein Schlüsselfaktor für den mangelnden Aufbau einer für Schmelzwasserflüsse typischen Wasserfauna.

### Wasserqualität
Gebirgsflüsse besitzen typischerweise wenig Nährstoffe und eine geringe elektrische Leitfähigkeit. Letztere liegt meistens unter 50 µS/cm.
Große Staudämme können die Wasserqualität stromabwärts durch zwei wichtige Mechanismen entscheidend beeinflussen, nämlich (i) durch die schlechte Wasserqualität im unteren Ausfluss des Stausees selbst und (ii) durch reduzierte Vermischung der einzelnen Schichten des Flusswassers durch geringere Fließgeschwindigkeiten, die zu anaeroben Verhältnissen am Boden tiefer Flusspools führt.

#### Einfluss des Jindabyne-Stausees auf die Wasserqualität
Vermutlich ist der größte Einfluss, den der Lake Jindabyne auf die Wasserqualität stromabwärts ausübt, die Erhöhung der Temperatur. Anders als bei anderen Stauseen, bei denen Verschmutzung im kalten Wasser ein Problem ist, weil Wasser unterhalb der Thermokline des Stausees (z. B. Wasser vom Grund des Sees) abgelassen wird, wird beim Lake Jindabyne Oberflächenwasser abgelassen. Die Wassertemperatur des Snowy River unterhalb dieses Strausees unterscheidet sich oft stark von den anderen von der Schneeschmelze gespeisten Flüssen, wie dem Thredbo River und dem Mowamba River. Im Winter ist der Snowy River deutlich wärmer.

#### Fließgeschwindigkeit und Temperaturschichtung im Snowy River
Die Temperaturschichtung in den Flussabschnitten unterhalb des Lake Jindabyne ist üblicherweise auf einige größere und tiefere Pools beschränkt. Im Allgemeinen ist die Temperaturschichtung örtlich auf die Pools begrenzt, die typischerweise tiefer als 4–5 m sind. Pools mit einer Tiefe von weniger als 4 m zeigen keine Temperaturschichtung.
Die Temperaturschichtung ist zwischen Oktober und März zu beobachten, dauert aber im Allgemeinen im Snowy River in der Jindabyne-Klamm nicht sehr lange. Der Zusammenbruch dieser Temperaturschichtung wird häufig durch die nächtliche Abkühlung der Luft eingeleitet. Das Gebiet, durch das der Snowy River fließt, zeigt sehr große Temperaturunterschiede zwischen Tag und Nacht.

### Algen
Algen gibt es auf dem Grund des Snowy River genauso wie im Wasser darüber. Die Algen im Wasser werden 'Phytoplankton' genannt, die auf dem Grund heißen 'Periphyton' (angelagerte Algen).

#### Algen am Flussgrund
Ein großer Teil des Flussbettes des Snowy River unterhalb des Lake Jindabyne ist mit angelagerten Algen bedeckt. Diese Taxa sind im Allgemeinen Fadenalgen.
In den Flüssen der Snowy Mountains, die nicht von Wasserableitungen betroffen sind, sind große Mengen von Fadenalgen unüblich.

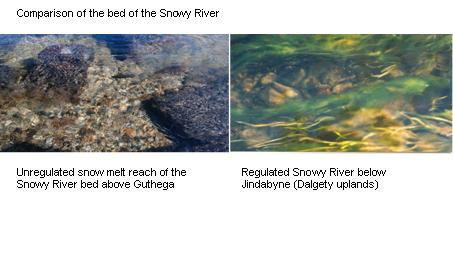
Flussbett in einem unregulierten Flussabschnitt des Snowy River oberhalb der Guthega Pondage (links) und Flussbett in einem regulierten Flussabschnitt des Snowy River unterhalb des Lake Jindabyne (rechts)

#### Algen im Wasser
Im Sommer 2008 / 2009 waren in den Flusspools der Jindabyne-Klamm und des Hochlands von Dalgety typischerweise Blaualgen vorherrschend. Zwei Blaualgentypen, Aphanotheca spp. und Aphanocaspa spp. bilden ungefähr 25 % der Population. Dennoch liegt dieser Befall immer unterhalb der Grenzwerte und es ist nicht klar, ob er nur auf die Regulierung des Flusses zurückzuführen ist oder auch auf andere Einflüsse im Einzugsbereich des Flusses.
Die Algen in unregulierten, durch die Schneeschmelze gespeisten Flüssen sind normalerweise größtenteils Kieselalgen. Über 58 % der Taxa sind von dieser Algenabteilung; die am häufigsten vorkommende Art ist die Fragilaria spp.

### Insekten und Würmer
Die Insekten und Würmer im Snowy River unterscheiden sich von denen in anderen durch die Schneeschmelze gespeisten Flüssen. Es hat sich gezeigt, dass Stauseen einen negativen Einfluss auf die Insekten und Würmer im Fluss haben.
Caenide Eintagsfliegen (Stromschnellen) und Wenigborsterwürmer (an den Poolrändern) sind im Allgemeinen typisch für den regulierten Snowy River im Hochland. Andere Studien haben in regulierten Flüssen größere Ansammlungen von caeniden Eintagsfliegen gefunden als in unregulierten Flüssen. Die Verringerung der Bereiche mit großer Fließgeschwindigkeit und die Erhöhung der Bereiche mit geringer Fließgeschwindigkeit im oberen Snowy River hat eine größere Population von Würmern durch den Aufbau von Schlick und organischem Material in den Pools begünstigt. Nichols et al. (2006), bzw. Petts et al. (1993), fanden auch eine größere Population segmentierter Würmer in weichem Sediment und grobem organischen Abfall, die sich infolge der Regulierung gebildet hatten. Zuckmücken fanden sich auch verstärkt in den Stromschnellen des regulierten Snowy River. Diese Veränderungen finden sich auch in vielen anderen Studien über regulierte Flüsse und werden der größeren Anzahl von Algen am Flussgrund in Stromschnellenbereichen zugeschrieben, die den entsprechenden Lebensraum vergrößert und nach Nahrungsangebot erhöht hat.
Conoesucide Köcherfliegen (in den Stromschnellen), Elidmide als Larven und ausgewachsenem Zustand (in den Stromschnellen) und Oniscigastriden (am Rand der Pools) kommen im regulierten Snowy River, aber nicht in anderen, von der Schneeschmelze gespeisten Flüssen vor. Marchant und Hehir (2002) gaben an, dass AUSRIVAS-Modelle mit 50%iger Wahrscheinlichkeit Conoesucidae und Elimiden im oberen Snowy River vorausgesagt hätten, aber diese Taxa fanden sich nicht in ihrer Studie. Die größeren Populationen dieser Taxa in anderen von der Schneeschmelze gespeisten Flüssen im Vergleich zum Snowy River lässt sich durch die Flussregulierung erklären.
Marchant und Hehir (2002) führen das Nichtvorhandensein dieser Taxa darauf zurück, dass die Staudämme als Barriere für das Driften und die Wiederansiedlung dieser Taxa wirken, und nicht auf die Regulierung der Wassermenge. Der Oberlauf des Snowy River liegt oberhalb der Mündung des Mowamba River der einen Weg für die Wiederansiedlung im Snowy River bietet. Daher sind die reduzierte Wassermenge und das veränderte Fließverhalten im Gegensatz zu den Barriereeffekten des Jindabyne-Staudamms vermutlich die wichtigsten Gründe für die geringere Häufigkeit dieser Taxa im oberen Snowy River. Es sind kaum Informationen über die Reaktion der Oniscigastriden auf die reduzierte Wassermenge und das veränderte Fließverhalten zu bekommen, aber es ist sehr wahrscheinlich, dass die erhöhte Wassertemperatur und das Fehlen sandiger Ränder als Lebensraum ihre Häufigkeit im Snowy River reduziert hat.

### Fische
Die Fischpopulation im Snowy River unterhalb des Lake Jindabyne ist klar in zwei Gruppen geteilt:
- die im oberen Einzugsbereich (oberhalb der Snowy Falls) und
- die im unteren Einzugsbereich (unterhalb der Snowy Falls).

Der große Unterschied zwischen beiden Zonen war die geringe Zahl oder das völlige Fehlen von Wanderfischen (mit Ausnahme von Aalen) und die größere Zahl an Kurzflossenaalen (Anguilla australis) und Forellen im oberen Bereich und die größere Zahl an Australischen Stinten (Retropinna semoni) und Langflossenaalen (Anguilla reinhardtii) unterhalb der Snowy Falls. Diese Unterschiede zwischen der oberen und der unteren Zone waren größer als die Unterschiede zwischen den unregulierten Nebenflüssen und dem stark regulierten Snowy River in jeder der beiden Zonen. In den unregulierten Nebenflüssen waren der Flussschwarzfisch (Gadopsis marmoratus), die Bachforelle (Salmo trutta) und der Kurzflossenaal häufiger als im Oberlauf des Snowy River, während der Langflossenaal und der Goldfisch sich häufiger in der oberen Zone des Snowy River fanden. Im unteren Bereich des Snowy River gab es mehr Gambusen, den Katadromen Eisfisch Pseudaphritis urvillii, Langflossenaale, Lachse und Kurzflossenaale, während es in den Nebenflüssen mehr Galaxien und Kurzkopfneunaugen (Mordacia mordax) gab.

## Wassermengenschwellen im Snowy River unterhalb Lake Jindabyne
Wasserwissenschaftler führen zurzeit Studien zur Festlegung der Wassermengenschwellen für bestimmte Prozesse im Fluss durch. Einige „vorläufige Schwellen“ wurden bereits ermittelt:
| Abfluss [ML/Tag] | Prozess im Fluss |
| ---------------- | --- |
| ~300             | Erste Benetzung des alten Flussbettes (Hochland von Dalgety)                                                                          |
| 850–1000         | Zusammenbruch der Temperaturschichtung in den Pools (Jindabyne-Klamm)                                                                 |
| 1000             | Abheben des feinen Schlicks vom Flussbett und Beginn der Bewegung in nicht abgelagertem groben Sand bis zu einer Korngröße von 1,9 mm |
| 1000–3000        | Scherspannungsgeschwindigkeiten über die Stromschnellen sind deutlich höher als in den Pools (Stromschnellen)                         |
| 10370            | Durchlässigkeit für ausgewachsene Australische Dorschbarsche (Pinch Falls)                                                            |
| 13350            | Durchlässigkeit für junge Australische Dorschbarsche (Pinch Falls)                                                                    |

Die Ermittlung weiterer ökologischer Wassermengenschwellen ist zurzeit im Gange und wird durch Modellversuche, Feldstudien und Strömungsversuche erreicht.

## Geschichte des Wassermanagements

### Frühgeschichte
Der Snowy River wurde schon 30.000–40.000 Jahre vor der europäischen Besiedlung von den Aborigines als nachhaltige Nahrungs- und Wasserquelle genutzt. Funde menschlicher Besiedlung bei Cloggs Cave in der Nähe des Snowy River bei Buchan werden auf ein Alter von 17.000 Jahren geschätzt. Trotz des kalten Klimas am Oberlauf des Flusses bevölkerten die Eingeborenen des Ngarigo-Stammes das Land in den Australischen Alpen und den Snowy Mountains im heutigen Bundesstaat New South Wales. Auf seinem Weg nach Süden durch das heutige Victoria durchquerte der Fluss das Territorium der Kurnai vom Stamme der Krauatungalung.

### 1950–1990: Reduzierte Wassermenge
Hauptartikel: Snowy-Mountains-System

Der Snowy River führte ursprünglich zur Zeit der Schneeschmelze im Frühjahr eine riesige Wassermenge, die direkt ins Meer floss. In den 1950er- und 1960er-Jahren wurden im Rahmen des Snowy-Mountains-Systems ein Netzwerk von vier Stauseen (Guthega Pondage, Island Bend Pondage, Lake Eucumbene und Lake Jindabyne) sowie viele kleinere Wasserableitungen geschaffen, die 99 % des Wassers des Snowy River (lt. Messungen in Jindabyne) durch die Berge in landwirtschaftlich genutzte Täler des Murray River und des Murrumbidgee River, vorwiegend zur Landbewässerung, ableiteten. Etliche Wasserkraftwerke zur Gewinnung von elektrischem Strom wurden ebenfalls gebaut. Es gab zwar anfangs, in den 1950er- und den 1960er-Jahren, Widerstand in der Öffentlichkeit gegen die Ableitung des Flusswassers, aber der wurde größtenteils ignoriert, weil das System damals mehr Wasser für die Landwirtschaft und eine große Zahl an Arbeitsplätzen schuf.

### 1990–2000: Gesteigertes Umweltbewusstsein
In den 1990er-Jahren wurde die verminderte Wassermenge des Snowy River zum größeren Umweltproblem in Victoria, New South Wales und in ganz Australien. Es wurde klar, dass der Snowy River ökologisch sehr krank war.
Diese Periode gesteigerten Bewusstseins der Nachteile von Wasserableitungen führte zur ‚’Snowy Water Inquiry’’, in der Möglichkeiten untersucht wurden, die Gesundheit des Snowy River wieder zu verbessern. Das wichtigste Resultat dieser Untersuchung war die Übereinkunft, zum Schutz der Umwelt Wasser (i) in den Snowy River unterhalb des Lake Jindabyne und (ii) in die Gebirgsflüsse der Snowy Mountains abzuführen.
Diese Reihe von abgestuften Wassermengenzielen (bis zu 28 % der mittleren jährlichen Abflussmenge) wurde für den Snowy River unterhalb des Lake Jindabyne festgesetzt, abhängig von Wassereinsparungen in den Einzugsbereichen des Murray River und des Murrumbidgee River. Für 2009 lag das Ziel bei 15 % und für 2012 bei 21 %.

### 2002–2005: Die erste Stufe der Wasserabführung aus Umweltschutzgründen
Vom 28. August 2002 bis Januar 2006 wurde die erste Stufe der Wasserabführung in den Snowy River über den Mowamba River realisiert. Das Mowamba-River-Aquädukt wurde abgeschaltet, sodass kein Wasser mehr zum Lake Jindabyne abgeleitet wurde. Dadurch wurde in Delgaty eine Wassermenge von 80 ML/Tag anstatt nur 40 ML/Tag im Snowy River gemessen. Zusätzlich konnte ein kleines Wassermengenmaximum in der Zeit der Schneeschmelze im September erreicht werden. Im Vergleich zum oberen Einzugsbereich des Snowy River ist nur ein kleiner Teil des Einzugsbereiches des Mowamba River m Winter mit Schnee bedeckt. Außerdem vergrößerte die Wasserabführung den Wassermengenunterschied während des Tages. Die Menge liegt nun zwischen 3 und 523 ML/Tag und richtet sich auch nach den im Einzugsbereich natürlichen Verhältnissen. Diese kleine Wasserabführung führte auch zu vermehrter Fließgeschwindigkeit im Oberlauf, besonders an den Stromschnellen, während im Rest des Flusses wegen der vorherrschenden Strömung abnahm.
In dieser Stufe wurde die Wassermenge von 1 % auf ca. 4 % der mittleren natürlichen Wassermenge angehoben.

### 2006–heute: Die zweite Stufe der Wasserabführung aus Umweltschutzgründen
Nach der Fertigstellung umfangreicher Arbeiten am Jindabyne-Staudamm werden die Wasserabführungen im Wesentlichen vom Lake Jindabyne und nicht mehr über den Mowamba River durchgeführt.

## Politische Aspekte
Eine politische Kampagne mit dem Ziel, die Wassermenge des Snowy River von 1 % auf 28 % der natürlichen Wassermenge unterhalb des Lake Jindabyne heraufzusetzen, begann. Ein parteiloser Kandidat des Distrikts East Gippsland, Craig Ingram, wurde 1999 in das Parlament von Victoria gewählt, wurde 2002 und 2006 wiedergewählt und nahm an einer Plattform zur Erhöhung der Wassermenge im Snowy River teil.
Nachdem Ingram gewählt worden war, betrieb er, anstatt sich um die Erhöhung der Wassermenge im Snowy River zu kümmern., die Vergesellschaftung des Snowy-Mountains-Systems und brachte die Regierung von Victoria dazu, eine entsprechende Gesetzesvorlage zu unterzeichnen. Obwohl die Regierungen von Victoria, New South Wales und des Australischen Bundes versicherten, dass diese Vergesellschaftung nicht zu einer Privatisierung führen würde, kündigte man im November 2005 an, die neue Gesellschaft in privaten Streubesitz verkaufen zu wollen. Community-Groups kämpften gegen den Verkauf der staatlichen Gesellschaft und im Juni 2006 zog der australische Premierminister seine Einwilligung zum Verkauf der Gesellschaftsanteile zurück.

## In Musik, Literatur, Film und Fernsehen
Der Fluss ist auch durch die 1890 entstandene Ballade „The Man from Snowy River“ des australischen Nationalpoeten Banjo Paterson (u. a. Waltzing Matilda) bekannt.
Jules Verne beschreibt den Snowy River in seinem Roman „Die Kinder des Kapitän Grant“ als reißenden Fluss mit ausgedehnten Sumpfgebieten, der zum großen Hindernis bei der Durchquerung Australiens wird.
Die natürliche Umgebung des Snowy River inspirierte Paterson zu dem Gedicht. Der Fluss wurde auch durch einen Stummfilm gleichen Namens unsterblich, der 1920 entstand, ebenso durch einen wiederum gleichnamigen, aber besser bekannten Film von 20th Century Fox aus dem Jahre 1982. 1988 produzierte auch Walt Disney Pictures einen Film dieses Namens und es entstand eine 64-teilige Serie im australischen Fernsehen. Alle diese Werke basieren auf dem Gedicht von Banjo Paterson.